# Rodionovka (Georgia)
Rodionovka (en georgiano: როდიონოვკა; en armenio: Ռոդիոնովկա; en ruso: Родионовка) es una aldea de Georgia ubicada en el sur de la región de Mesjetia-Yavajetia, siendo parte del municipio de Ninotsminda.  

## Geografía
Rodionovka se encuentra a orillas del lago Paravani. La aldea se administra desde el pueblo de Tambovka.

## Historia
Por los alrededores del lago Paravani pasaba la antigua carretera que cruzaba Trialetia y Yavajetia. El pueblo fue fundado en 1842 por dujobores que procedían del pueblo de Rodionovka de la gobernación de Táurida (hoy Radivónivka en el óblast de Zaporiyia de Ucrania).
Durante la época soviética, el pueblo albergaba una avanzada granja colectiva especializada en la producción de queso.

## Demografía
La evolución demográfica de Rodionovka entre 2002 y 2014 fue la siguiente:
| 308                                             | 277 |
| (Fuente: Population of Georgia in Soviet times) |     |

Según los datos del censo de 2014, los armenios son el 98 % de la población local; y los georgianos, el 2 %.

## Infraestructura

### Arquitectura, monumentos y lugares de interés
En el centro del pueblo hay una gran iglesia de una sola nave, la iglesia de Paravani, que data de los siglos X-XI. En Rodionovka también hay una segunda iglesia, que es relativamente pequeña y cuyos techos y paredes están dañados. Cerca se encuentra un caravasar de finales de la Edad Media.

### Educación
Hay una escuela secundaria en el pueblo.